# Соломон Лефшец
Соломон Лефшец (англ. Solomon Lefschetz; нар.3 вересня 1884 р. у Москві — пом.5 жовтня 1972 р. у Принстоні, Нью-Джерсі) — видатний американський математик відомий своїми фундаментальними внесками в теорію алгебричної топології та її використання в теорії алгербичної геометрії та теорії звичайних диференціальних рівнянь.